# Elisabeth von Hessen (1503–1563)
Elisabeth von Hessen (* 1503; † 4. Januar 1563 in Lauingen) war eine landgräfliche Prinzessin aus dem Haus Hessen und wurde durch Heirat nacheinander Herzogin von Pfalz-Zweibrücken und Pfalzgräfin von Simmern.

## Leben
Elisabeth war die jüngste der fünf Töchter des Landgrafen Wilhelm I. von Hessen (1466–1515) aus dessen Ehe mit Anna (1460–1520), Tochter des Herzogs Wilhelm II. von Braunschweig-Wolfenbüttel. Elisabeth wurde protestantisch erzogen. Die Prinzessin wurde 1518 durch den gerade mündig gewordenen Landgrafen Philipp I. aus Melsungen entführt, um eine unliebsame Hochzeit zu verhindern, die ihre Mutter Anna geplant hatte.
Sie heiratete am 10. September 1525 in Kassel Pfalzgraf und Herzog Ludwig II. von Zweibrücken (1502–1532). Durch die Ehe des der Reformation geneigten Fürsten mit einer nahen Verwandten Philipps erhielt diese im Herzogtum Zweibrücken erheblichen Auftrieb. Die Hochzeit war bereits im Frühjahr des Jahres geplant, doch verhinderte der ausbrechende Bauernkrieg diesen Termin. Elisabeth galt als äußerst fromm, leutselig und wohltätig. Sie erwirkte einen erheblichen Nachlass für die Entschädigungszahlungen der Bevölkerung nach dem Bauernaufstand im Herzogtum. Nach dem frühen Tod ihres Mannes bestätigte Kaiser Ferdinand I. die Vormundschaft Elisabeths gemeinsam mit Pfalzgraf Ruprecht von Pfalz-Veldenz für ihren minderjährigen Sohn.
Elisabeth vermählte sich in zweiter Ehe am 9. Januar 1541 mit Pfalzgraf Georg von Simmern (1518–1569). Im Herzogtum Simmern gelang es, mit Elisabeths maßgeblicher Beteiligung, schließlich die Reformation durchzusetzen.

## Nachkommen
Aus ihrer ersten Ehe mit Ludwig II. von Zweibrücken:
- Wolfgang (1526–1569), Pfalzgraf und Herzog von Pfalz-Zweibrücken

⚭ 1545 Anna von Hessen (1529–1591)
- Christine (1528–1534)

Elisabeths zweite Ehe blieb kinderlos.